# Municipio de Carrollton (Indiana)
El municipio de Carrollton (en inglés: Carrollton Township) es un municipio ubicado en el condado de Carroll en el estado estadounidense de Indiana. En el año 2010 tenía una población de 598 habitantes y una densidad poblacional de 7,8 personas por km².

## Geografía
El municipio de Carrollton se encuentra ubicado en las coordenadas 40°33′54″N 86°25′13″O / 40.56500, -86.42028. Según la Oficina del Censo de los Estados Unidos, el municipio tiene una superficie total de 76.63 km², de la cual 76,6 km² corresponden a tierra firme y (0,04 %) 0,03 km² es agua.

## Demografía
Según el censo de 2010, había 598 personas residiendo en el municipio de Carrollton. La densidad de población era de 7,8 hab./km². De los 598 habitantes, el municipio de Carrollton estaba compuesto por el 99,33 % blancos, el 0,17 % eran asiáticos y el 0,5 % eran de una mezcla de razas. Del total de la población el 0,5 % eran hispanos o latinos de cualquier raza.